# لامبرت أنتوني هوش
لامبرت أنتوني هوش (بالإنجليزية: Lambert Anthony Hoch)‏ هو كاهن كاثوليكي أمريكي، ولد في 6 فبراير عام 1903، في إلكتون في الولايات المتحدة، وتوفي في 27 يونيو عام 1990.